# Franc II. Rákóczi
Franc II. Rákóczi (madžarsko: II. Rákóczi Ferenc; 26. marec 1676 - 8. april 1735) je bil madžarski plemič in vodja madžarske vstaje proti Habsburžanom od 1703 do 1711 kot knez (fejedelem) konfederacije za svobodo Kraljevine Ogrske. Bil je tudi transilvanski knez, carski princ in član reda zlatega runa. Na Madžarskem je obravnavan kot narodni junak.